# Зачистівська сільська рада
Зачистівська сільська рада (біл. Зачысьценскі сельсавет) — адміністративно-територіальна одиниця в складі Борисовського району розташована в Мінській області Білорусі. Адміністративний центр — Велятичі.
Зачистівська сільська рада розташована на межі центральної Білорусі, на північному сході Мінської області орієнтовне розташування — супутникові знимки [Архівовано 25 серпня 2011 у WebCite], на північний схід від районного центру Борисова.
До складу сільради входять 12 населених пунктів:
- Біле • Борки • Бутелівщина • Зачисття • Козли 2 • Корнюшкін Застінок • Костриця • Кринички • Михайлове • Нове Село • Нове Янчино • Узнацький Кут.